# ADHM 작도
수리물리학에서 ADHM 작도(ADHM作圖, 영어: ADHM construction)는 선형대수학만을 사용하여 4차원 유클리드 공간의 양-밀스 순간자들을 작도하는 방법이다.

## 전개
SO(4)=SU(2)L×SU(2)R이다. 편의상 바일 스피너 표기법을 사용하자. 즉, SU(2)L의 기본 표현 2의 지수는 {\displaystyle \alpha ,\beta ,\dots =1,2}로, SU(2)R의 기본 표현 2의 지수는 {\displaystyle {\dot {\alpha }},{\dot {\beta }},\dots =1,2}로 쓴다. 이렇게 하면, SO(4)의 기본 표현은 4=(2,2)이므로, 4차원 벡터의 지표는 {\displaystyle a{\dot {a}}}가 된다.
통상적으로,
{\displaystyle \psi ^{\dot {\alpha }}=\epsilon ^{{\dot {\alpha }}{\dot {\beta }}}\psi _{\dot {\beta }}}
{\displaystyle \psi ^{\alpha }=\epsilon ^{\alpha \beta }\psi _{\beta }}
이다.

### ADHM 데이터
SU(N) 양-밀스 이론에서, 순간자수가 {\displaystyle k}인 상태를 작도한다고 하자. 그렇다면 ADHM 작도는 다음과 같은 데이터로 주어진다.
- {\displaystyle X_{\mu }\in \hom(\mathbb {R} ^{k},\mathbb {R} ^{k})}. 이는 {\displaystyle X_{\alpha {\dot {\alpha }}}=\sigma _{\alpha {\dot {\alpha }}}^{\mu }X_{\mu }}로 적을 수 있다.
- {\displaystyle W_{\dot {\alpha }}\in \hom(\mathbb {C} ^{N},\mathbb {C} ^{k})}. 이는 {\displaystyle k\times N} 복소 행렬로 나타낼 수 있다.

이 데이터는 다음 조건을 만족시켜야 한다. 이를 ADHM 방정식(영어: ADHM equation)이라고 한다.
{\displaystyle W_{\dot {\alpha }}(W_{\dot {\beta }})^{\dagger }=iC\epsilon _{{\dot {\alpha }}{\dot {\beta }}}+i\epsilon ^{\alpha \beta }X_{\alpha {\dot {\alpha }}}(X_{\beta {\dot {\beta }}})^{\dagger }}
여기서 {\displaystyle C\in {\mathfrak {u}}(k)}는 임의의 {\displaystyle k\times k} 에르미트 행렬이다.

### 작도
이 데이터로, 순간자 {\displaystyle A_{\mu }}를 다음과 같이 작도할 수 있다.
시공간 좌표 {\displaystyle x\in \mathbb {R} ^{4}}는 4차원 벡터이므로,
{\displaystyle x_{\alpha {\dot {\alpha }}}=x_{\mu }\sigma _{\alpha {\dot {\alpha }}}^{\mu }}
로 적을 수 있다. 여기서 {\displaystyle \sigma ^{\mu }}는 파울리 행렬이다.
{\displaystyle 2k\times (N+2k)} 복소행렬 {\displaystyle \Delta }를 다음과 같이 정의하자.
{\displaystyle \Delta _{\dot {\alpha }}(x)=W_{\dot {\alpha }}}
{\displaystyle \Delta _{\alpha {\dot {\alpha }}}(x)=X_{\alpha {\dot {\alpha }}}+x_{\alpha {\dot {\alpha }}}\otimes I_{k\times k}}
{\displaystyle \Delta ={\begin{pmatrix}\Delta _{\dot {1}}&\Delta _{1{\dot {1}}}&\Delta _{2{\dot {1}}}\\\Delta _{\dot {2}}&\Delta _{1{\dot {2}}}&\Delta _{2{\dot {2}}}\end{pmatrix}}}
위 조건에 따라서, {\displaystyle 2k\times 2k} 행렬 {\displaystyle \Delta (x)\Delta ^{\dagger }(x)}는 다음과 같은 꼴이다.
{\displaystyle \Delta (x)\Delta ^{\dagger }(x)={\begin{pmatrix}F^{-1}(x)&0_{k\times k}\\0_{k\times k}&F^{-1}(x)\end{pmatrix}}}
{\displaystyle \Delta (x)}는 {\displaystyle \mathbb {C} ^{N+2k}}에 작용한다. 거의 모든 {\displaystyle x_{\alpha {\dot {\alpha }}}}에 대하여, {\displaystyle \ker \Delta (x)}는 {\displaystyle N}차원이다. 따라서, {\displaystyle \Delta }의 규칙화 영 모드들을 {\displaystyle (2k+N)\times N} 행렬 {\displaystyle U(x)}로 적자.
{\displaystyle \Delta (x)U(x)=0}
{\displaystyle U^{\dagger }(x)U(x)=I_{N\times N}}
그렇다면 순간자 게이지 퍼텐셜 {\displaystyle A_{\mu }}는 다음과 같다.
{\displaystyle A_{\mu }=iU^{\dagger }(x){\frac {\partial }{\partial x^{\mu }}}U(x)}

### 모듈러스 공간의 차원
{\displaystyle X_{\mu }}는 {\displaystyle 4k^{2}}개의 실수 매개변수, {\displaystyle W_{\dot {\alpha }}}는 {\displaystyle 4Nk}개의 실수 매개변수를 기여한다. ADHM 방정식은 {\displaystyle 3k^{2}}개의 제약을 가하고, 또한 임의의 {\displaystyle M\in \operatorname {U} (k)}에 대하여
{\displaystyle W_{\dot {\alpha }}\to MW_{\dot {\alpha }}}
{\displaystyle X_{\alpha {\dot {\alpha }}}\mapsto MX_{\alpha {\dot {\alpha }}}M^{-1}}
와 같이 회전을 가해도 같은 순간자를 얻으므로, 모듈러스 공간의 차원은 {\displaystyle 4Nk}이다.

### 끈 이론에서의 해석
ADHM 작도는 끈 이론으로 자연스럽게 해석할 수 있다. 이 경우, N개의 겹친 D3-막에 녹아 있는 k개의 D(−1)-막들을 고려한다. 이 경우 D(−1)-막에 존재하는 {\displaystyle {\mathcal {N}}=2} (16개 초전하) 초대칭 게이지 이론을 고려한다. 이 게이지 이론은 쿨롱 상과 힉스 상 두 가지의 상이 존재한다.
- 쿨롱 상에서는 D(−1)-막들이 D3-막에서 분리돼 각각 자유롭게 움직인다.
- 힉스 상에서는 D(−1)-막들이 D3-막 속에 녹아, D3-막 위에 존재하는 초대칭 게이지 이론의 순간자를 이룬다.

따라서, 다음과 같은 대응 관계를 얻는다.
| 기호                               | ADHM 작도              | 끈 이론 해석                                        |
| ---------------------------------- | ---------------------- | --------------------------------------------------- |
| N                                  | 게이지 군 SU(N)의 계수 | 겹친 D3-막의 수                                     |
| k                                  | 순간자수               | D(−1)-막의 수                                       |
|                                    | ADHM 방정식            | D(−1)-막 위에 존재하는 이론의 퍼텐셜의 D-항 및 F-항 |
| {\displaystyle W_{\dot {\alpha }}} |                        | D3-막과 D(−1)-막을 잇는 끈으로 발생하는 스칼라장    |
| {\displaystyle X_{\mu }}           |                        | D(−1)-막의 (비가환) 위치                            |
|                                    | 순간자 모듈러스 공간   | D(−1)-막 세계부피 이론의 힉스 가지 모듈러스 공간    |

## 역사
마이클 아티야, 블라디미르 드린펠트, 나이절 히친, 유리 마닌이 발표하였다. 이름은 발견자들의 성의 머릿자를 딴 것이다.

## 같이 보기
- 트위스터 이론